# سسکک پیشانی‌حنایی
سسکک پیشانی‌حنایی (نام علمی: Prinia buchanani) نام یک گونه از سرده سسکک است.